# Church Street (Monmouth)

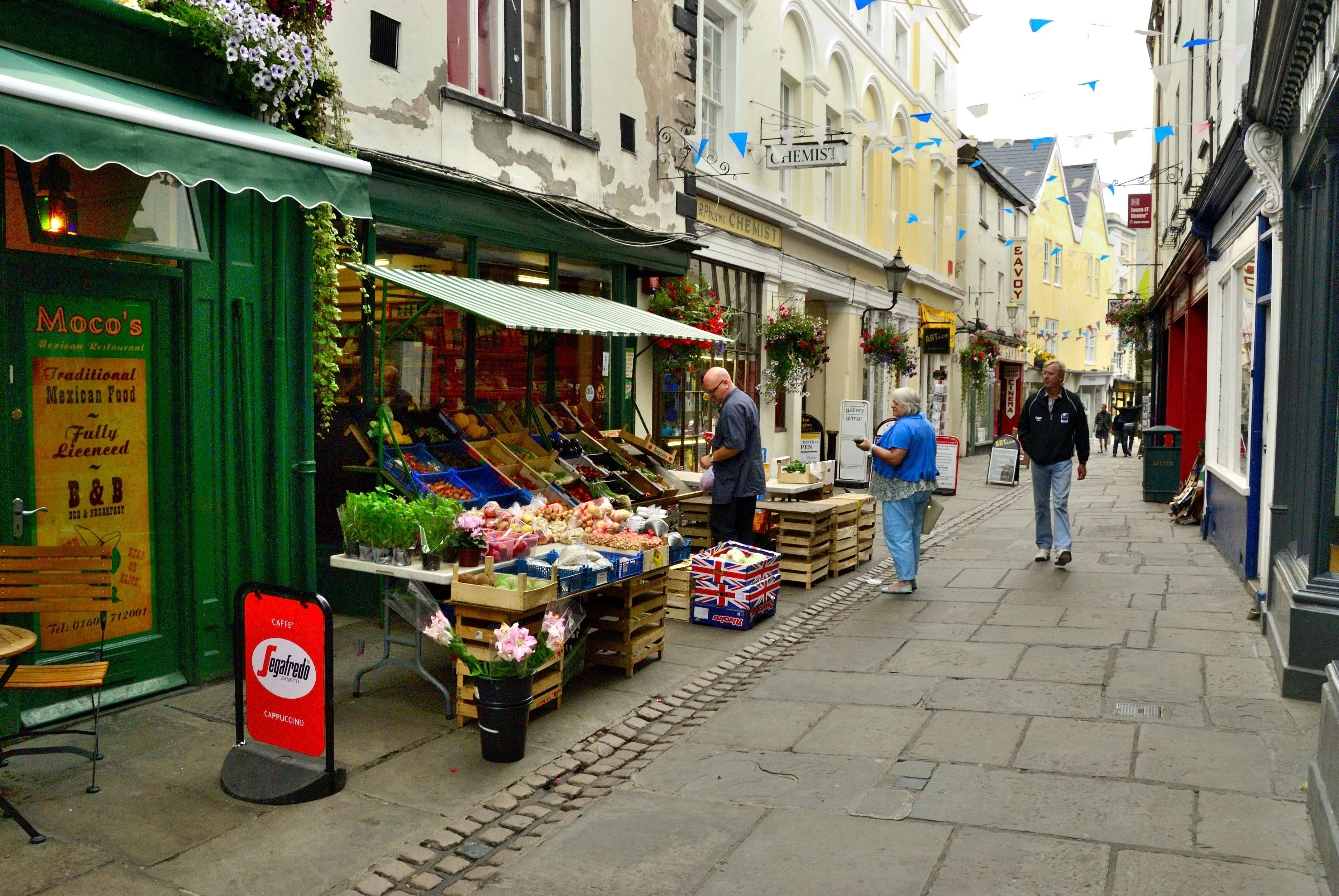
A Church Street látképe a Priory Street és a Monnow Street kereszteződése felé

A Church Street sétálóutca a nagy-britanniai Monmouth központjában. Üzletek, vendéglők, kereskedelmi galériák szegélyezik, de itt áll a Savoy Theatre is. Az 1830-as évekig, a Priory Street megépítéséig a város fő közlekedési útvonala volt. A város központját köti össze a St Mary’s-templommal. Egykoron a város mészárszékeinek központja volt, ezt tükrözi egykori neve is: Butcher’s Row.

## Fekvése
Az út a város központjában húzódik párhuzamosan a Wye és a Monnow folyókkal. Északkeleti irányban a Whitecross Streetbe torkollik, délnyugaton pedig az Agincourt Square-be, amely a város központi tere. Jelenleg sétálóutca. A vele párhuzamos Priory Street megépítésével sikerült felszámolni a keskeny utca okozta torlódásokat.

## Története
Charles Heath, helyi író és régiségkereskedő a következőképpen írt 1804-ben az utcáról:
A Church Street eredetileg mindössze egy közlekedési útvonal volt, csak annyira széles, hogy egy megrakott szekér áthaladhasson rajta. Minden ajtónak volt egy előtetője, székkel, amely lehetővé tette kíváncsi szemek számára, hogy szomszédaik üzletét figyelemmel kísérjék, saját ügyeik intézése helyett. Amikor Sir John Stepney bárót megválasztották a kerület parlamenti képviselőjének, saját költségén átalakították és felfejlesztették, s emiatt gyakrabban használták a Stepney Street elnevezést mint a  Church Lane-t. De amikor Monmouthba érkeztem, gondolva arra, hogy ez a fő bejárat London irányából egy modernebb nevet érdemel Church Streetnek írtam le, s ez a név, amelyen mai napig ismert... Speed térképén (1610-ben nyomtatták) az utca neve Butcher’s Row, valószínűleg azért, mert mészárosok lakták vagy mert ezen a helyen végezték ki az állatokat. A ma legtisztességesebbnek számító részén egykoron egy piszkos csatorna volt, amelynek partját oszlopokkal és korlátokkal szegélyezték megóvva az arra közlekedőket a beeséstől. Az elmúlt években szinte minden itt élő kereskedő hozzájárult arculatának megszépítéséhez.
Az 1830-as évekre a Church Street fokozatosan zsúfolttá és szemetessé vált, „keskennyé és veszélyessé”. A helyi hagyományok szerint egy helyi gyömbérkenyér készítő, egy bizonyos Mrs. Synes, egyik este éppen házának zsalugátereit csukta be kívülről, amikor elszáguldott mellette a liverpooli postakocsi. Köténye felakadt az egyik ló hámjába.  A ló az asszonyt jókora távolságon maga után húzta. Miután kisebb sérülésekkel megúszta, elkapta az ostort és annak nyelével kiverte a kocsis fogait. A diadalmas asszony aláírásgyűjtésbe kezdett egy új, a Church Streetet megkerülő tágasabb főutca megépítéséért. A körzeti tanács által kihirdetett versenyt George Vaughan Maddox helyi építész nyerte meg. Tervei szerint az új út — ma Priory Street — egy viadukton haladt volna a Monnow folyó partján. Az új út építéséhez 1834-ben kezdtek hozzá. A munkálatok 1837-ben fejeződtek be.

## Arculata
Az utcát szegélyező épületek nagy része a 19. századból származik. Általában három szintesek, stukkózott erkélyekkel. A 24. szám alatti épület homlokzatát George Vaughan Maddox tervezte 1840 körül. A bal oldalán álló épület, amely a The White Swan Inn bejárata, a Priory Streetel egyidőben épült valószínűleg szintén Maddox tervei alapján.
A Savoy Theatre egy II. kategóriás brit műemléknek (British Listed Building) számít. 1928-ban újították fel hagyományos stílusban és állítólag a legrégebben üzemelő walesi színház. A színháznak otthont adó épületet az egykori Bell Inn alapjain építették fel és 1832-ben szerzett szórakoztatási engedélyt. 1910-ben átalakították Monmouth első mozijává (Living Picture Palace and Rinkeries), majd később az Albany Ward színitársulat építette újjá. Az 1960-as években a mozit bezárták, s egy bingo játékterem költözött be. Ezt 1983-ban zárták be. Ezt követően hagyományos vetítőlámpás bemutatókat rendeztek benne. Az 1990-es évek óta ismét moziként üzemel és egy jótékonysági egyesület tartja fenn.

## Fordítás
- Ez a szócikk részben vagy egészben  a   Church Street, Monmouth című angol Wikipédia-szócikk ezen változatának fordításán alapul.  Az eredeti cikk szerkesztőit annak laptörténete sorolja fel. Ez a jelzés csupán a megfogalmazás eredetét és a szerzői jogokat jelzi, nem szolgál a cikkben szereplő információk forrásmegjelöléseként.